# Lucia Ripamonti
Lucia Ripamonti (născută Maria Ripamonti; n. 26 mai 1909, Acquate, Lecco district⁠(d), Italia – d. 4 iulie 1954, Brescia, Italia) a fost o călugăriță italiană de confesiune romano-catolică, membră a congregației Ancelle della carità⁠(it)[traduceți]. Numele său religios era Lucia dell'Immacolata Ripamonti.

## Viața
Născută în Acquate, la 26 mai 1909, era ultimul din patru copii din familia sa. Ea a fost botezată la 30 mai, în același an. A fost educată de către preotul paroh Don Luigi Piatti.
În 1932, a plecat la Brescia unde a fost admisî în congregația Ancelle della carità, făcând jurământul veșnic în 1938 sub numele de Lucia dell'Immacolata.
Mai târziu, a fost diagnosticată cu o boală gravă și atunci i-a oferit suferința sa lui Dumnezeu ca o ispășire pentru bolnavii pe care îi îngrijea în spital. Era foarte devotată Doamnei Noastră din Lourdes⁠(it)[traduceți].
Lucia Ripamonti a murit în 1954 la spitalul pediatric Ronchettino și a fost îngropată în Brescia, în capela congregației.

## Beatificarea
Procedura de beatificare a Luciei Ripamonti a fost deschisă în anul 1992 în orașul Brescia. Papa Francisc i-a confirmat beatificarea în mai 2019.